# なんじゅね?
『なんじゅね?』は、2006年10月6日から同年12月まで沖縄テレビで放送されていたバラエティ番組である。放送時間は毎週金曜 25:50 - 26:20。
出演者は劇団TEAM SPOT JUMBLEのメンバー・島袋寛之、末吉功治、小渡俊彰と、劇団の主宰者・津波信一で、彼らが沖縄の平和のシンボルである守礼門が描かれた二千円札をもう一度日本全国に普及させるため、沖縄から東京の日本銀行本店を目指して旅をするという内容。旅人役を務めた島袋、末吉、小渡の3名は、日銀那覇支店から二千円札普及大使に任命されたが、彼らは旅の間、1日二千円の予算で旅費、食費、宿泊費、生活費のすべてをまかなわなければならなかった。
番組終了後の2007年10月26日、彼らの旅の様子を収めたDVDがハピネットから発売された。

## スタッフ
- 構成・演出：戸田直秀
- ディレクター：対馬毅
- チーフプロデューサー:出口孝臣
- 総監督：神田はるを
- 製作・著作：ディーファクトリー